# Amortidor d'harmònics

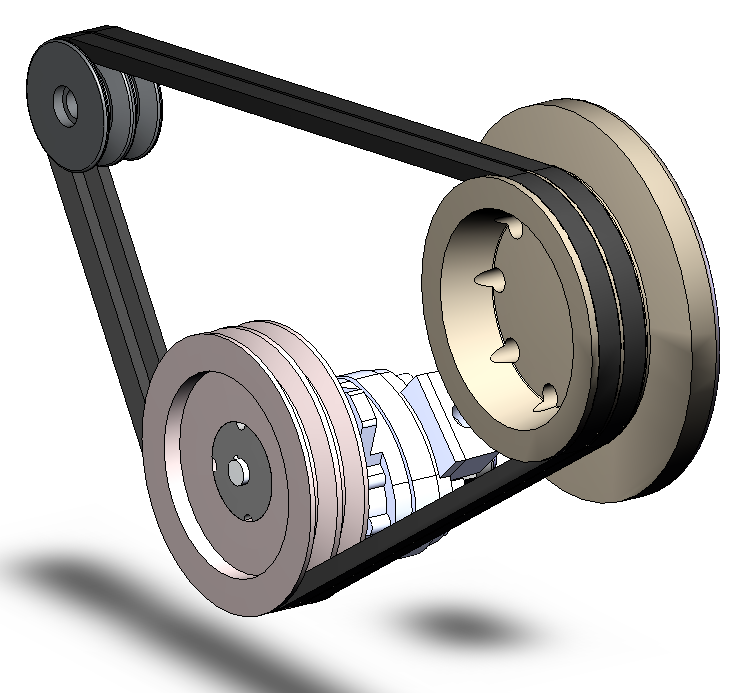
Corriola amb arrossegament de dos mecanismes per corretja trapezoïdal des del cigonyal.

L'amortidor d'harmònics, politja amortidora (també anomenada politja damper), és un element mecànic del motor de combustió interna alternatiu, que s'instal·la a l'extrem exterior del cigonyal, i que absorbeix els harmònics de la vibració torsional del motor.
La politja inicialment té la funció d'arrossegament d'òrgans auxiliars del motor, com per exemple l'alternador, la bomba d'aigua, la bomba de servodirecció, el compressor d'aire condicionat, a través d'una corretja trapezoïdal o multipista.
Però en molts casos, sobretot en el Motor dièsel, es poden originar tensions que es transmeten des de la politja del cigonyal cap als components auxiliars arrossegats per ella. La politja amortidora d'harmònics compleix llavors la funció de disminuir les vibracions fent d'amortidor dels xocs i les oscil·lacions en el gir del motor.

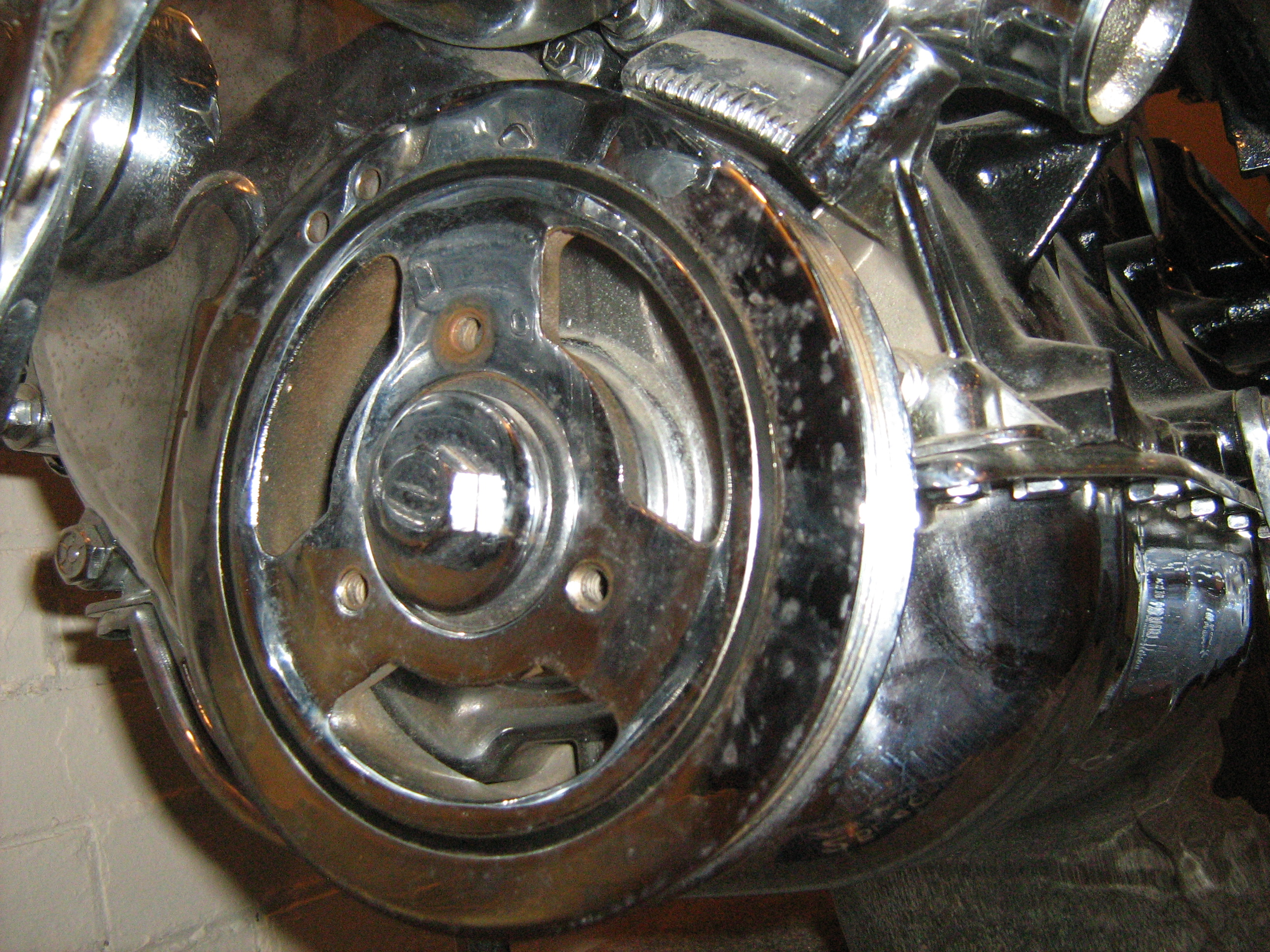
Politja inferior del balancejador harmònic en un motor de quatre cilindres

## Funció
La seva funció és doncs ben senzilla: absorbir els harmònics i variacions de la tensió de la corretja de distribució i les corretges de l'alternador i de l'aire condicionat.
La ressonància dels motors dels cotxes dièsel ha augmentant de generació en generació (per exemple els dièsel HDI, DTI i tdi), les tensions del motor obliguen la politja del cigonyal a esmorteir les variacions de tensió. Les ressonàncies del motor es presenten més en motors grans de camió o grans tot terreny, i poden ser la causa d'una avaria d'aquesta politja o de la corretja de distribució.
Serveix també quan el cotxe està equipat amb compressor d'aire condicionat, ja que va acoblada a la corretja de l'alternador i auxiliars, que arrossega també el compressor d'aire condicionat. Quan aquest últim s'embraga per fer circular el refrigerant, dona un cop al motor. Per evitar tots els problemes causats per un cop sec sobre el cigonyal (salt de dents sobre la corretja de distribució, modificació violenta del comportament motor, etc.), la politja amortidora atenua aquest cop i fa més suau l'acoblament del compressor de l'aire condicionat.

## Construcció
La politja amortidora d'amònics està composta de 3 parts. Una part central d'acer, collada a l'extrem exterior del cigonyal i arrossegada per aquest últim. Al voltant, hi ha una part de cautxú (que amorteix les vibracions), i per fora d'aquesta part de cautxú, hi ha la part exterior d'acer (canal en "v" de la politja) amb les gorges necessàries per engranar amb la corretja (en el cas que sigui dentada o multipista).

## Manteniment
Normalment, atès que la politja té la part central i l'exterior metàl·liques amb un "sandwich" de cautxú enmig (que fa d'amortidor), quan té una anomalia és difícil de detectar a simple vista, ja que l'element amortidor - (el cautxú emprat) - està com hem dit dins del "sandwich". Normalment es detecta una fallada en la politja amortidora per vibracions al ralentí.
Per a substituir una politja normal per una politja amortidora cal tenir en compte que les següents característiques mínimes :
- Ha de ser efectiva en l'amortiment d'amònics.
- Ha d'estar ben equilibrada.
- Ha de tenir el mateix pes que la politja d'origen.